# Limeswanderweg

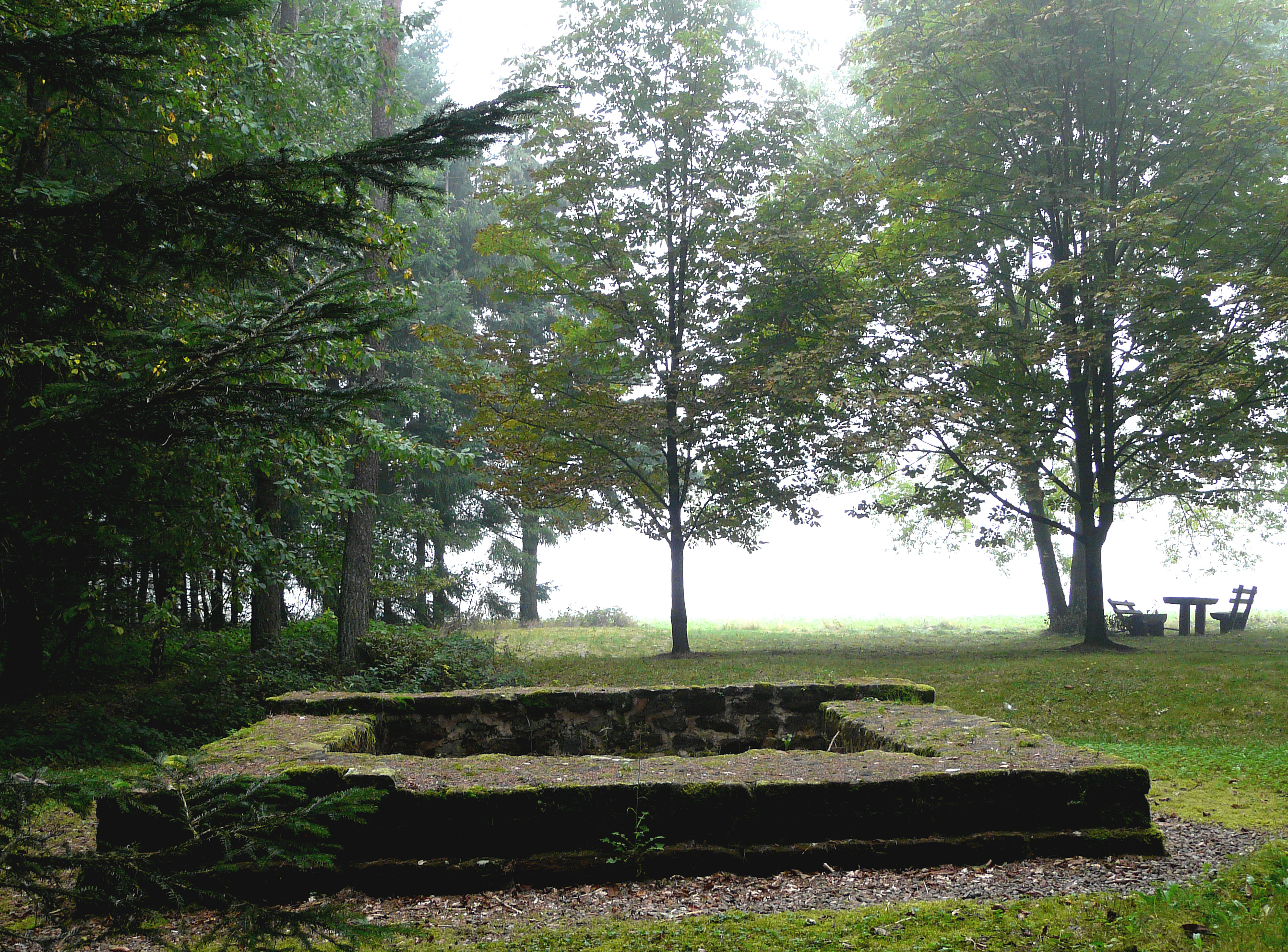
Wachturm Wp 10/25 des Odenwaldlimes (Rekonstruktion) am Limesweg.

Der Limeswanderweg (= Limesweg) im Westerwald und im Taunus ist ein 126 Kilometer langer Fernwanderweg von Rheinbrohl bis Bad Ems und von Bad Ems bis Lindschied. Das Wegzeichen ist im Westerwald ein weißer Römerturm auf schwarzem Viereck, im Taunus ein schwarzer Turm auf weißem Viereck. Seit 2011 wird auch im Westerwald auf einen schwarzen Turm auf weißem Viereck umgestellt. Die Wegpflege obliegt unter anderem dem Westerwald-Verein und dem Taunusklub.
Der Weg ist der nördlichste einer ganzen Reihe von Limeswanderwegen, die als Deutscher Limes-Wanderweg den Obergermanisch-Rätischen Limes in voller Länge dem Wanderer erschließen.